# Hans Sachs
Este artículo se refiere al poeta. Para el psicoanalista, véase Hanns Sachs.
Hans Sachs (Núremberg, 5 de noviembre de 1494 - ibíd., 19 de enero de 1576) fue un poeta alemán.

## Biografía

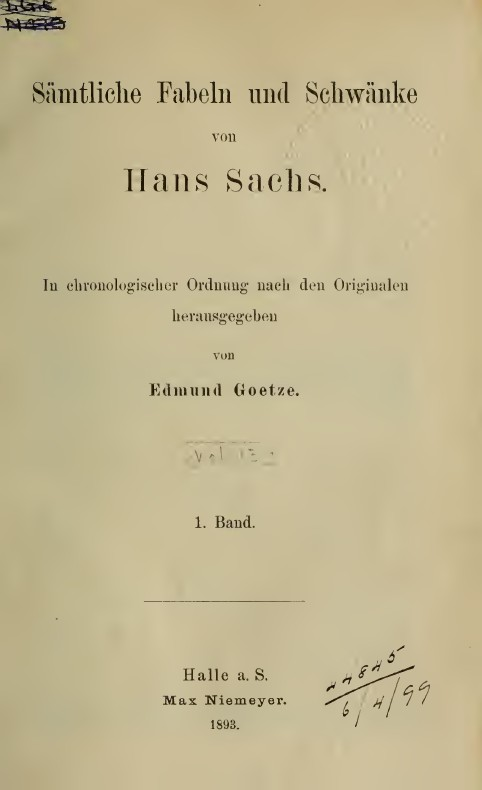
Sämtliche Fabeln und Schwänke. 1 (1893)

Hijo de Jörg Sachs, zapatero de profesión y poeta religioso luterano, asistió a la escuela latina de Núremberg. A la edad de 17 años, recorrió Alemania durante cinco en calidad de maestro cantor. Se piensa que decidió hacerse tal, Meistersinger, en Innsbruck (Austria), en 1513. Ese mismo año fue designado aprendiz de Meistersinger en Múnich, siendo su maestro Lienhard Nunnenbeck. En 1516 Sachs se estableció en Núremberg ya para el resto de su vida. El 1 de septiembre de 1519 desposó a Kunigunde Creutzer (1512-1560); aún se casó una segunda vez, el 1 de septiembre de 1561, con una joven viuda, Barbara Harscher. De su primer matrimonio tuvo cinco hijas y dos hijos, todos fallecidos antes que su padre. De su segunda esposa tuvo seis niños. A partir de 1525 se aproximó cada vez más a la Reforma del exfraile Martín Lutero, cuya causa abrazó y defendió con la pluma. 
Se le erigió un monumento, una estatua de cuerpo entero, en Núremberg.